# Bob Eggleton
Pour les articles homonymes, voir Eggleton.
Bob Eggleton né le 13 septembre 1960 à Concord, Massachusetts, est un artiste américain spécialisé dans la science-fiction, la fantasy et l'horreur. Ses dessins et peintures couvrent un large éventail de sujets, représentant souvent des dinosaures et la vie préhistorique, des dragons et des créatures fantastiques, des monstres géants tels que Godzilla, des entités lovecraftiennes, des panoramas spatiaux et des fusées anciennes, etc.
Il remporte de nombreux prix, comme le prix Hugo et le prix Chesley à plusieurs reprises, et un prix Locus en 2001.

## Biographie
Bob Eggleton est né le 13 septembre 1960 à Concord, dans le Massachusetts.
Bien qu'il ait appris à peindre avec de la peinture à l'huile, il travaille principalement avec de la peinture acrylique et un airbrush, peinture qui sèche plus vite mais dont les couleurs varient en séchant. Peu satisfait du résultat, il finit par repasser à la peinture à l'huile en 2007 grâce aux encouragements de sa femme.
À ses débuts, en 1984, il est surtout connu pour ces peintures de dinosaures et de vaisseaux spatiaux. En 1987, les éditions Tor Books lui propose de réaliser les couvertures de la série de romans d'horreur Nécroscope de Brian Lumley. Ses peintures impressionnent et lui ouvrent une nouvelle voie. Il fait la connaissance de Lumley l'année suivante. Le romancier ayant beaucoup aimé les peintures lui demandera d'illustrer les couvertures d'autres romans.
Ses illustrations apparaissent dans les comics de Dark Horse, les livres Godzilla de Random House, la série de comics Godzilla d'IDW et sur les couvertures des magazines Famous Monsters of Filmland, G-Fan et Japanese Giants. Eggleton est un fan de la franchise cinématographique Godzilla de la Tōhō et illustre de nombreuses bandes dessinées, magazines et livres pour enfants basés sur le personnage,. Il illustre également des cartes pour le jeu Magic : L'Assemblée.
Au cinéma, il travaille comme artiste conceptuel sur Sphere (1998), Jimmy Neutron, un garçon génial (2001) et Lucas, fourmi malgré lui (2006). Il illustre également les matte paintings du court métrage The Idol (2007), et fait de la figuration dans le film Godzilla X Mechagodzilla (2002).

## Récompenses
- 1988 : Prix Jack Gaughan (en) du meilleur artiste émergent[13]
- 1987 : Prix Chesley à plusieurs reprises entre 1987 et 2004[14].
- 1994 : Prix Hugo du meilleur artiste professionnel : 1994, 1996, 1997, 1998, 1999, 2001[15], 2003, 2004.
- 1999 : Prix E. E. Smith Memorial[16]
- 2001 : Prix Hugo du meilleur livre apparenté pour Greetings from Earth: The Art of Bob Eggleton[15]
- 2001 : Prix Locus du meilleur artiste[17]

## Publications
- (en) Alien horizons: The fantastic art of Bob Eggleton, Paper Tiger, 1995
- (en) The Book of Sea Monsters, Overlook Pr, 1998
- (en) Greetings from Earth: The Art of Bob Eggleton, Paper Tiger, 2000, 112 p.
- (en) Dragonhenge, Paper Tiger, 2002, 128 p.
- (en) Primal Darkness, Steve Jackson Games, 2003, 64 p.
- (en) The Stardragons, Paper Tiger, 2005, 112 p.
- (en) Dragons' Domain: The Ultimate Dragon Painting Workshop, IMPACT Books, 2010, 128 p.

## Hommage
L'astéroïde 13562, découvert en 1992, a été nommé Bobeggleton en son honneur.